# Мелидони
Мелидони (грч. Μελιδόνι) је насељено место у општини Горуша у периферији Западна Македонија, Грчка. Према попису из 2021. године било је 27 становника.
Насеље је на попису из 1913. године имало 87 житеља Грка. Мелидони се налазе у области Населица, која је некада била насељена словенским становништвом које је касније хеленизовано.